# Persönliches Ziel
Persönliche Ziele sind Ziele, die sich eine Privatperson oder ein Privathaushalt im Rahmen des Selbstmanagements setzt und in Zukunft durch entsprechendes Handeln oder Unterlassen zu erreichen versucht.

## Allgemeines
Ziele kommen in sämtlichen Lebensbereichen vor, so etwa in der Bildung, in der Politik, im Sport oder in Wirtschaft (Unternehmen) und Verwaltung (öffentliche Verwaltung). In der Bildung gibt es Bildungsziele oder Lernziele, im Sport Leistungsziele, die Politik setzt sich Staatsziele wie beispielsweise wirtschaftspolitische Ziele (das Magische Viereck) oder Ziele für nachhaltige Entwicklung.
Der Mensch sieht sich in seinem Leben stets mit Zielen konfrontiert, seien sie selbst gesetzt oder von anderen durch Zielvorgabe vorgegeben. Über je mehr Selbstbestimmung eine Person verfügt, umso mehr Ziele kann sie sich selbst setzen und umso weniger unterliegt sie fremden Zielen. Persönliche Ziele können – wie alle Ziele – entweder durch Handeln (Anmeldung im Sportverein für das Ziel „Gesundheit“) oder Unterlassen (Konsumverzicht für das Ziel „Sparen“) erfüllt werden.
„Unter persönlichen Zielen werden Anliegen, Bestrebungen und Vorhaben verstanden, die eine Person in ihrem alltäglichen Handeln verfolgt. Sie bringen zum Ausdruck, was eine Person in Zukunft erreichen möchte, aber auch welche Anforderungen in ihrer gegenwärtigen Lebenssituation an sie gestellt werden“.

## Psychologische Forschung
Persönliche Ziele geben dem Alltag Struktur und Bedeutung. Brunstein zufolge sind sie „Anliegen, Projekte und Bestrebungen, die eine Person in ihrem Alltag verfolgt und in Zukunft realisieren möchte“. In der Forschung gibt es verschiedene Ansätze, die sich mit dem Konstrukt „persönliche Ziele“ befasst haben. Dieses sind die „momentanen Anliegen“ (englisch current concerns nach Eric Klinger), „persönlichen Projekte“ (englisch personal projects bei Brian R. Little), „Lebensaufgaben“ (englisch life tasks bei Nancy Cantor) und „persönlichen Bestrebungen“ (englisch personal strivings von Robert A. Emmons).
Little und Cantor betonen die Plastizität und Veränderbarkeit von persönlichen Zielen im jeweiligen Kontext. Sie betrachten persönliche Ziele als Ergebnis einer Interaktion von Personen (mit ihren Motiven und Werten) und der Umwelt (soziokulturelle und lebensaltersspezifische Situation). Klinger misst persönlichen Zielen mehr Bedeutung zu als der von persönlichen Anliegen. Persönliche Ziele führen laut Klinger zu einer konkreten Zielsetzung, die Bedeutung der persönlichen Ziele wird durch die Stärke der affektiven Bindung gegenüber der Zielsetzung ausgedrückt. Emmons dagegen siedelt sein Konzept der persönlichen Bestrebungen auf einer übergeordneten Ebene gegenüber konkreten Anliegen an. Ziele werden hier als überdauernde Persönlichkeitsmerkmale verstanden, was in seinem hierarchischen Modell zum Ausdruck kommt: Die Motive einer Person beeinflussen ihre persönlichen Bestrebungen, diese bestimmen wiederum die konkreten Anliegen, und Projekte und resultieren schließlich in ganz konkreten (zielgerichteten) Handlungen. Der Unterschied zwischen Motiven und Bestrebungen kommt hier zum Ausdruck: Während die Motive einer Person kognitiv keine große Rolle spielen, sind die persönlichen Bestrebungen kognitiv deutlich repräsentiert und individualisieren somit das Motivationssystem einer Person. Wichtige Befunde von Emmons sind, dass das Erreichen von persönlichen Zielen in positivem Zusammenhang mit dem Wohlbefinden und Glücklichsein einer Person steht und dass problematische persönliche Ziele, die sich durch Konflikthaftigkeit und Ambivalenz auszeichnen, sich negativ auf das Wohlbefinden einer Person auswirken.
Untersuchungen aus 1989 haben 15 persönliche Bestrebungen und Ziele zusammengetragen, die häufig vorkommen und durch eine Rangfolge in eine individuell unterschiedliche Zielhierarchie eingebunden werden können.
Persönliche Ziele hängen mit dem subjektiven Wohlbefinden zusammen. Denn bereits 1966 stellten Aldon E. Wessman und David F. Ricks die These auf, dass „der Alltag glücklicher Menschen vom Streben nach bedeutungsvollen Zielen ausgefüllt“ sei (Telische Theorie des Wohlbefindens). Unglückliche Menschen verfügten dieser Theorie zufolge über keine ausreichenden Zielbindungen oder betrachten ihre Ziele und Pläne als hoffnungslos.

## Zieldimensionen
Zieldimensionen sind Zielinhalt, Zielausmaß und der Zielhorizont. Mit dem Zielinhalt wird eine sachliche Festlegung des angestrebten Zustands erreicht (Sachziel), das Zielausmaß ist die Ausprägung des Ziels (Formalziel) wie etwa ein Maximalziel (Weltmeister werden) oder ein Minimalziel (Erreichen des Viertelfinales). Der zeitliche Bezug gibt an, in welchem Zeitraum ein Ziel erreicht werden soll. Dabei gibt es kurzfristige Ziele (Zielerreichung <1 Jahr: Tagesziele wie etwa die Erledigung einer Arbeitsaufgabe oder Konsumziele), mittelfristige Ziele (>1 Jahr bis <3 Jahre: Berufswahl, private Liquiditätsrechnung) und langfristige Ziele (>3 Jahre: Altersvorsorge, Gesundheit). Beispielsweise erfüllt die Zielformulierung einer Privatperson „Ich möchte, dass der Arbeitgeber mein Gehalt (Zielinhalt) innerhalb des nächsten Jahres (Zeitbezug) um 10 % erhöht (Ausmaß)“ diese Zieldimensionen. Um dies zu erreichen, muss der Arbeitnehmer seine Arbeitsleistung (Arbeitsqualität und/oder Arbeitsvolumen) steigern oder den Arbeitgeber wechseln. Als Umweltzustand hat er den Arbeitgeber und dessen Verhandlungsmacht zu berücksichtigen. Zielformulierungen dürfen nicht zu abstrakt und müssen operabel sein, damit sich entsprechende Handlungen daran ausrichten können. So kann die Zielformulierung „Erfolg im Leben haben“ für jemand ein Karriereziel sein, für andere Personen dagegen „Familie gründen“ bedeuten.

## Zielfindung
Besonders die Betriebswirtschaftslehre hat sich mit der Erforschung der Unternehmensziele befasst. Deren Erkenntnisse können auf Privatpersonen entsprechend übertragen werden. Ausgangspunkt ist die Zielfindung, die sich mit der Ermittlung sinnvoller Ziele beschäftigt, die unter Berücksichtigung des Umweltzustands (externe Einflüsse auf die Zielerreichung wie etwa Mitbewerber bei der Bewerbung) auch realisierbar sind. Durch die Zielvorstellung werden bisher nebulös vorhandene Ziele kognitiv verarbeitet. Der komplexe Prozess der Zielfindung erfordert die Erarbeitung langfristig angestrebter Ziele, Prüfung der Realisierungsmöglichkeiten sowie die Bestätigung oder Veränderung der Ziele. Dabei sind Umweltanalysen erforderlich wie der Ist-Zustand der zielsuchenden Person (Finanzanalyse, Marktanalyse usw.), grobe Zielvorstellungen sind dabei hilfreich. Es sind Datenparameter zu berücksichtigen, welche die Zielerfüllung beeinflussen (die angestrebte Gehaltserhöhung wird durch die – hieraus resultierende – höhere Einkommensteuer beeinträchtigt). Stehen die Ziele fest, erfolgt eine Zielformulierung, welche die Zieldimensionen zu berücksichtigen hat.

## Arten
Je nach Lebensabschnitt können insbesondere folgende persönlichen Ziele unterschieden werden:
| Person             | Ziele |
| ------------------ | --- |
| Kinder             | Freundschaftsziele, Hobbys, Leistungsziele, Lernziele, Spielziele, Sportziele |
| Schüler, Studenten | Ausbildungsziele, Bildungsziele, Freundschaftsziele, Hobbys, Leistungsziele, Lernziele, Sportziele |
| Erwachsene         | Berufswahl, Bildungsziele, Eheschließung, Ehescheidung, Erziehungsziele, Existenzsicherung, Führungsziele, Gesunderhaltungsziele, Hobbys, Karriereziele, Konsumverhalten, Leistungsziele, Lernziele, Sportziele, Steuervermeidung, Vermögensbildungsziele |

Einige Ziele wie Hobbys oder das Lernziel sind altersunabhängig („man lernt nie aus“) und Dauerziele, andere wiederum wie die Eheschließung werden nur von Erwachsenen und selten gesetzt.
Zu unterscheiden sind ferner egozentrische und kooperative Ziele. Bei egozentrischen Zielen nützt die Zielerreichung ausschließlich dem sich das Ziel setzenden Individuum. Bei kooperativen Zielen ist die Zielerreichung so angelegt, dass das Ergebnis zumindest auch für einen weiteren Akteur von Vorteil ist. Schüler mit einem hohen, erfolgsorientierten Leistungsmotiv bestimmten ihre Lernziele selbst und ziehen es vor, allein zu arbeiten und zu lernen. Dagegen ziehen es kooperationsmotivierte Schüler vor, in Lerngruppen Verständnis und Hilfsbereitschaft für Andere zu zeigen. Typische egozentrische Ziele sind Ansehen, Einfluss, Habgier, Kontrolle, Macht oder Ruhm.
Wie in der Arbeitswelt können Personen ihre für die Freizeit selbst gesetzten persönlichen Ziele auch als Leistungsziele formulieren wie etwa beim Freizeitsport. Sportler, vor allem Leistungs- und Hochleistungssportler, streben mittels Training das persönliche Ziel des Sieges beim Wettkampf an. Darüber hinaus setzen sich Privatpersonen Ziele für das Konsumverhalten (Konsumieren oder Sparen), Eheschließung oder Ehescheidung oder Karriere. Um Entscheidungen treffen zu können, setzt der Entscheidungsträger häufig Prioritäten: Beruf vor Familie, Produktqualität/Dienstleistungsqualität vor Marktpreis oder Sicherheit vor Risiko. Diese Handlungsalternativen werden danach ausgesucht, ob und inwieweit sie die persönlichen Ziele erfüllen.

## Zielbeziehungen
Setzt sich jemand zwei oder mehr persönliche Ziele, die gleichrangig verfolgt werden sollen, so stehen diese in einer Zielbeziehung zueinander. Diese können in einer Zielidentität (Zielharmonie), Zielkomplementarität, einem Zielkonflikt oder in Zielneutralität zueinander stehen: Zwei Ziele {\displaystyle Z\,1} und {\displaystyle Z\,2} können in folgenden Zielbeziehungen zueinander stehen:
| Zielbeziehungen      | Definition                                                                                          | Maßnahme                                      |
| -------------------- | --------------------------------------------------------------------------------------------------- | --------------------------------------------- |
| Zielidentität        | {\displaystyle Z\,1=Z\,2} Ziele sind deckungsgleich                                                 | eines der beiden Ziele kann aufgegeben werden |
| Zielkomplementarität | {\displaystyle Z\,1=(f)Z\,2} die Verfolgung eines Ziels begünstigt die Erreichung des anderen Ziels | kein Handeln erforderlich                     |
| Zielneutralität      | jedes Ziel kann unabhängig vom anderen erfüllt werden                                               | kein Handeln erforderlich                     |
| Zielkonkurrenz       | durch die Erfüllung eines Ziels wird ein anderes beeinträchtigt                                     | Priorisierung ist erforderlich                |
| Zielantinomie        | {\displaystyle Z\,1}≠{\displaystyle Z\,2} zwei Ziele schließen sich vollständig aus                 | Priorisierung ist erforderlich                |

Aus den Handlungsalternativen wird diejenige ausgesucht, die am meisten die persönlichen Ziele erfüllt. Bei der Priorisierung hilft eine Zielbeziehungsmatrix.
Persönliche Ziele sind oft nicht quantifizierbar, was die Messung des Zielerreichungsgrads erschwert. Bei einer Kaufentscheidung – die dem Konsumziel unterliegt – kann dagegen festgelegt werden, dass der Kaufpreis eines bestimmten Gebrauchsgegenstands nicht über 500 Euro liegen soll.

## Typische persönliche Ziele
Die allgemein bekannten Neujahrsvorsätze sind keine echten Vorsätze, sondern müssen als Ziele eingestuft werden; doch scheint der Zielerreichungsgrad gering zu sein (etwa Nichtraucher werden). Die vier häufigsten Neujahrsvorsätze sind: Nichtraucher werden, Abnehmen, Freizeitsport betreiben und die eigenen Finanzen organisieren. Außerhalb der Neujahrsvorsätze lässt sich zwischen finanziellen und sonstigen Zielen unterscheiden. Zu ersteren gehören Alterssicherung, berufliche Ziele, finanzielle Allgemeinbildung, private Finanzplanung oder private Liquiditätsrechnung. Nicht-finanzielle Ziele sind familiäre Ziele, Frieden, Gerechtigkeit, Gesundheit, Glück, kreative Ziele oder soziale Kontakte. Statista zufolge sind die wichtigsten Lebensziele gute Freunde (97 %), glückliche Beziehung (95 %), finanzielle Unabhängigkeit (91 %) oder Gesundheit (60 %).
Operables ökonomisches Ziel eines Privathaushaltes ist die Erhaltung oder Steigerung des Lebensstandards als die Gesamtheit der Vorstellungen über die Art und Weise der Lebensführung. Ökonomisch formal verfolgt ein Privathaushalt das Ziel der Nutzenmaximierung. Der erwünschte Lebensstandard wird durch konkreten Bedarf präzisiert, der durch Güter und Dienstleistungen befriedigt werden kann, einen bestimmten Nutzen stiftet und damit der Zielerreichung dient. Die ökonomischen Ziele von Privathaushalten lassen sich folgendermaßen konkretisieren:
| Persönliches Ziel                                  | ökonomische Zielformulierung                                        |
| -------------------------------------------------- | ------------------------------------------------------------------- |
| Leistungserstellungs- und Leistungserhaltungsziele | Gesunderhaltungsziele, Leistungsziele                               |
| finanzwirtschaftliche Ziele                        | Existenzsicherungsziele, Vermögensbildungsziele, Finanzierungsziele |
| Arbeitsbezogene Ziele                              | Arbeitstechnische Ziele, Arbeitszeitziele, Freizeitziele            |
| Ziele als Verbraucher                              | Einkaufsziele, Konsumverhalten, Konsumziele                         |
| Risikobewältigungsziele                            | Schadensverhinderungsziele, Schadensvermeidungsziele                |

Bei Mehrpersonenhaushalten können die verschiedenen Haushaltsmitglieder unterschiedliche Ziele oder Zielpräferenzen aufweisen, so dass es zu Zielkonflikten kommen kann. Zum Abgleich ist ein interpersoneller Zielbildungsprozess erforderlich.

## Umsetzung der Ziele
Während Privatpersonen ihre selbst formulierten Ziele freiwillig zu erreichen versuchen, sind Unternehmen dazu gezwungen, ihre im Vorstand formulierten Ziele durch Zielvereinbarungen und Führungsziele an die Beschäftigten etwa mittels Führung durch Zielvereinbarung (englisch Management by Objectives) als transaktionale Führung weiterzugeben. Die Zielsetzung kann im Rahmen der Zielsetzungstheorie als Arbeitsmotivation verstanden werden, sich für die Erreichung der Ziele aktiv einzusetzen. Wesentliche Erfolgsquellen sind Verhalten, Intelligenz, Wissen, Kultur und Motivation, das gilt für persönliche Ziele, Unternehmensziele oder gesellschaftliche Ziele. Um Ziele besser umsetzen zu können, sollten sie schriftlich formuliert werden, damit sie während der möglicherweise zeitaufwendigen Zielerfüllung nicht vergessen werden. Wird ein Ziel erreicht, spricht man vom Erfolg.

## Wirtschaftliche Aspekte
Je nach Wirtschaftssubjekt gibt es Unternehmensziele, Staatsziele oder persönliche Ziele. Anders als Unternehmensziele oder Staatsziele setzen sich Privathaushalte ihre Ziele selbst (Eigenziele) und sind nicht auf Zielvorgaben durch andere Stellen angewiesen. Bei der Zielerfüllung kann sich die hieraus ergebende intrinsische Motivation als förderlich herausstellen.
Persönliche Ziele dürfen nicht verwechselt werden mit Erwartungen, Hoffnungen, Träumen, Vorstellungen oder Wünschen. Sie alle sind zukunftsgerichtet, aber nur Ziele sind Soll-Zustände, die es gilt, ernsthaft und – zielstrebig – zu erreichen.
Die meisten persönlichen Ziele beziehen sich unmittelbar auf ökonomische Zusammenhänge und betreffen Einkommen oder Vermögen. Je höher bei einer Kaufentscheidung das eingesetzte Einkommen und der damit verbundene Vermögenswert ist, umso mehr sollten Privatpersonen die Zielkonformität ihrer Kaufentscheidung prüfen. Das gilt insbesondere für extensive Kaufentscheidungen, die mit längerer Bedenkzeit verbunden sein sollten. Die Beziehung von persönlichen Zielen zu ökonomischen Zusammenhängen erfordert stets finanzielle Allgemeinbildung. Decken sich die persönlichen Ziele eines Arbeitnehmers weitgehend mit den Unternehmenszielen, erhöht sich die intrinsische Motivation, und es tritt Arbeitszufriedenheit ein.